# Arrondissement di Bordeaux
L'arrondissement di Bordeaux è una suddivisione amministrativa francese, situata nel dipartimento della Gironda e nella regione Aquitania-Limosino-Poitou-Charentes.

## Composizione
L'arrondissement di Bordeaux, dal 2006, raggruppa 82 comuni in 25 cantoni:
- cantone di Bègles
- cantone di Blanquefort
- cantone di Bordeaux-1
- cantone di Bordeaux-2
- cantone di Bordeaux-3
- cantone di Bordeaux-4
- cantone di Bordeaux-5
- cantone di Bordeaux-6
- cantone di Bordeaux-7
- cantone di Bordeaux-8
- cantone di Le Bouscat
- cantone di La Brède
- cantone di Carbon-Blanc
- cantone di Cenon
- cantone di Créon
- cantone di Floirac
- cantone di Gradignan
- cantone di Lormont
- cantone di Mérignac-1
- cantone di Mérignac-2
- cantone di Pessac-1
- cantone di Pessac-2
- cantone di Saint-Médard-en-Jalles
- cantone di Talence
- cantone di Villenave-d'Ornon